# Гавриленко Олена Петрівна
Гавриленко Олена Петрівна (*26 квітня 1964 року) — український географ-геоеколог, кандидат географічних наук, доцент Київського національного університету імені Тараса Шевченка.

## Біографія
Народилась 26 квітня 1964 року в місті Києві. Закінчила у 1986 році географічний факультет Київського університету. Працювала старшим науковим співробітником Інституту географії НАН України (відділ еколого-географічних проблем та географії транспорту). Кандидатська дисертація «Методика ландшафтного обґрунтування територіальних схем і проектів природокористування» захищена у 1990 році. Володарка Гранту ЮНЕСКО в 1992 році за програмою «Людина та біосфера» серед молодих вчених. З 2001 року доцент кафедри фізичної географії та геоекології географічного факультету Київського університету.
Читає курси: «Основи созології», «Основи екології», «Геоекологічне обґрунтування проектів природокористування», «Сучасні проблеми української екології».

## Наукові праці
Сфера науково-педагогічних інтересів: дослідження сучасних геоекологічних проблем України, вивчення антропогенного впливу на ландшафти України, прикладні аспекти геоекологічного обґрунтування проектів природокористування та інше. Автор близько 60 наукових праць, 5 навчальних посібників, 3 підручників, 1 монографії. Основні праці:
1. Основи екології та безпека життєдіяльності. — К., 2004.
2. Геоекологічне обґрунтування проектів природокористування. — К., 2008.
3. Методологія наукових досліджень. — К., 2008.
4. Екогеографія України. — К., 2008.